# Chinese poort
Een Chinese poort, sierpoort of Paifang is een Chinees gebouw dat op een weg is gebouwd. Er bestaan ook Chinese poorten die zeer breed zijn, zoals de poort van Qinling.
Chinese poorten worden gebouwd om iets te gedenken, zoals het gedenken van succesvolle dorpsgenoten, deze vindt men vooral in Anhui.
In het buitenland worden ze gebouwd om aan te geven dat de straat een deel is van Chinatown, deze vindt men vooral in Noord-Amerika, Verenigd Koninkrijk en Zuidoost-Azië.
In Nederland vindt men Chinese poorten in een paar Chinese parken en ingangen van grote Chinese restaurants. In Den Haag Chinatown staan twee grote Chinese poorten die de toegang tot Chinatown markeren. Ook de toegang tot het Antwerpse Chinatown wordt gesierd door een poort.
Vóór de oprichting van Volksrepubliek China bestond nog het gebruik om kuisheidspoorten te bouwen voor weduwen die de rest van hun leven niet met een andere man mochten trouwen. Ze werden hierdoor ook door anderen gerespecteerd voor hun loyaliteit aan hun echtgenoot.

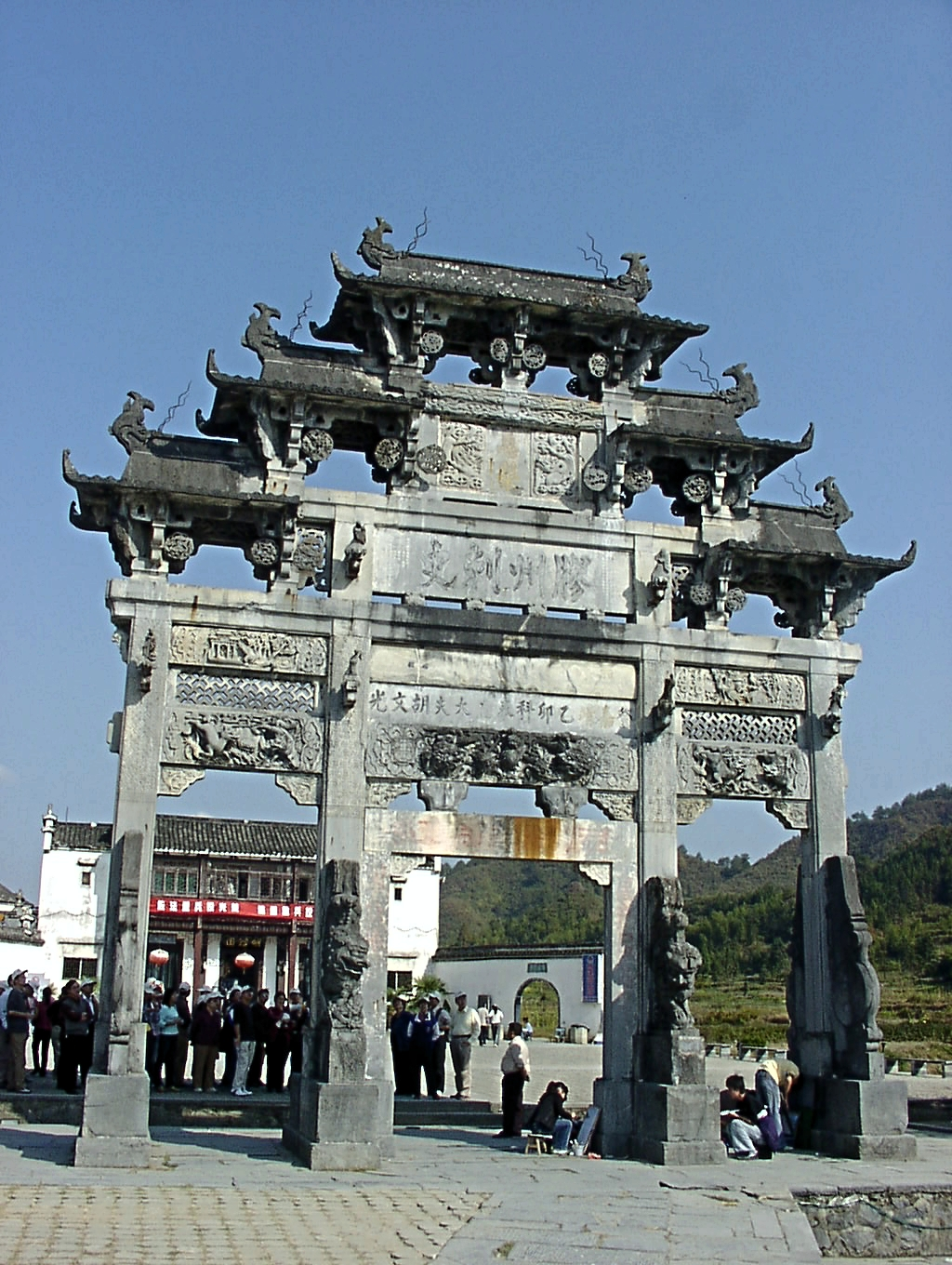
sierpoort in Xidi (provincie Anhui)
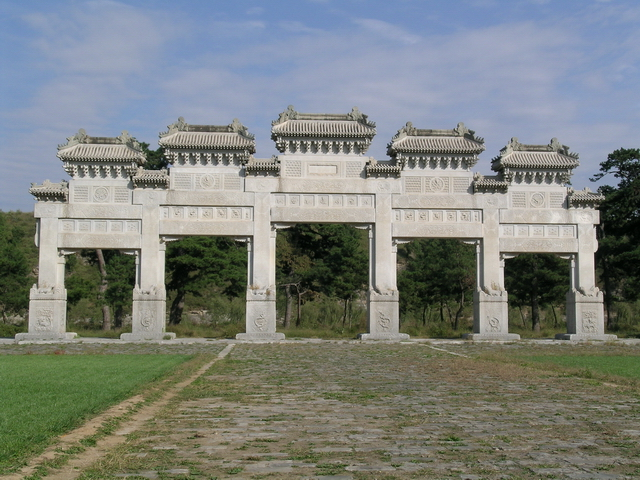
Chinese poort van Qinling
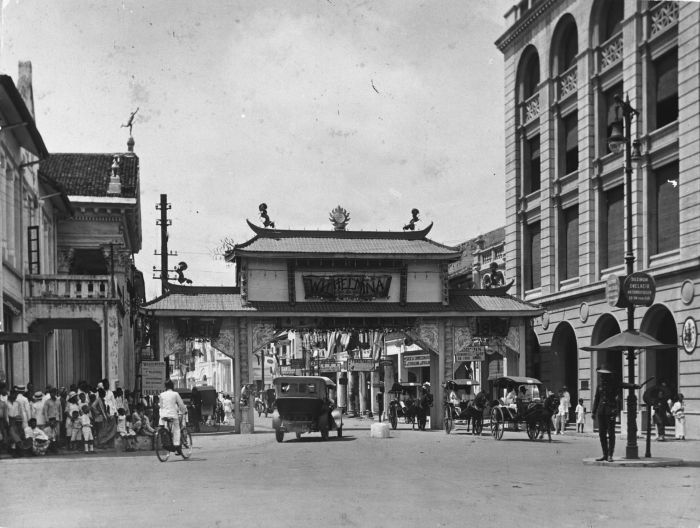
Chinese poort in Medan gebouwd voor Wilhelmina